# Super Fruit Fall
Super Fruit Fall est un jeu vidéo de puzzle développé par Nissimo et édité par System 3, sorti en 2007 sur Nintendo DS, Wii, PlayStation 2 et PlayStation Portable.